# Ophiostigma tenue
Ophiostigma tenue is een slangster uit de familie Amphiuridae.
De wetenschappelijke naam van de soort werd in 1856 gepubliceerd door Christian Frederik Lütken.